# Choren Bajramjan
Choren Roberti Bajramjan (orm. Խորեն Ռոբերտի Բայրամյան; ros. Хорен Робертович Байрамян; ur. 7 stycznia 1992 w Koti) – ormiański piłkarz występujący na pozycji pomocnika w rosyjskim klubie FK Rostów oraz w reprezentacji Armenii.

## Kariera klubowa

### FK Rostów
W 2009 roku dołączył do akademii FK Rostów. W 2011 roku został przesunięty do pierwszego zespołu. Zadebiutował 18 czerwca 2011 w meczu Priemjer-Ligi przeciwko Rubinowi Kazań (1:3). W sezonie 2015/16 jego zespół zajął drugie miejsce w tabeli zdobywając wicemistrzostwo Rosji. 16 sierpnia 2016 zadebiutował w kwalifikacjach do Ligi Mistrzów w meczu przeciwko AFC Ajax (1:1). 16 marca 2017 wystąpił w meczu 1/8 finału Ligi Europy przeciwko Manchesterowi United (1:0). Pierwszą bramkę zdobył 15 kwietnia 2018 w meczu ligowym przeciwko SKA-Chabarowsk (2:0).

### Rotor Wołgograd
26 sierpnia 2013 został wysłany na wypożyczenie do klubu Rotor Wołgograd. Zadebiutował 1 października 2013 w meczu Pierwyj diwizion przeciwko Arsienałowi Tuła (4:0). Pierwszą bramkę zdobył 10 listopada 2013 w meczu ligowym przeciwko Chimikowi Dzierżyńsk (2:0).

### Wołgar Astrachań
1 lipca 2014 udał się na wypożyczenie do drużyny Wołgar Astrachań. Zadebiutował 19 lipca 2014 w meczu Pierwyj diwizion przeciwko Szynnikowi Jarosław (1:1). Pierwszą bramkę zdobył 14 listopada 2014 w meczu ligowym przeciwko Szynnikowi Jarosław (1:1).

### Rubin Kazań
1 lipca 2018 został wysłany na wypożyczenie do zespołu Rubin Kazań. Zadebiutował 29 lipca 2018 w meczu Priemjer-Ligi przeciwko FK Krasnodar (2:1). Pierwszą bramkę zdobył 18 sierpnia 2018 w meczu ligowym przeciwko Achmatowi Grozny (1:1).

## Kariera reprezentacyjna

### Rosja U-21
W 2012 roku otrzymał powołanie do reprezentacji Rosji U-21. Zadebiutował 19 stycznia 2012 w meczu towarzyskim przeciwko reprezentacji Kazachstanu U-21 (1:0). Pierwszą bramkę zdobył 25 stycznia 2012 w meczu towarzyskim przeciwko reprezentacji Mołdawii U-21 (2:1).

### Armenia
W 2020 roku otrzymał powołanie do reprezentacji Armenii. Zadebiutował 5 września 2020 w meczu Ligi Narodów UEFA przeciwko reprezentacji Macedonii Północnej (2:1). Pierwszą bramkę zdobył 11 października 2020 w meczu Ligi Narodów UEFA przeciwko reprezentacji Gruzji (2:2).

## Statystyki

### Klubowe
(aktualne na dzień 2 kwietnia 2021)
| Klub                    | Sezon              | Liga               | Liga  | Liga   | Puchar kraju | Puchar kraju | Europa | Europa | Suma  | Suma   |
| Klub                    | Sezon              | Liga               | Mecze | Bramki | Mecze        | Bramki       | Mecze  | Bramki | Mecze | Bramki |
| ----------------------- | ------------------ | ------------------ | ----- | ------ | ------------ | ------------ | ------ | ------ | ----- | ------ |
| FK Rostów               | 2011/12            | Priemjer-Liga      | 17    | 0      | 3            | 0            | –      | –      | 20    | 0      |
| FK Rostów               | Ogólnie            | Ogólnie            | 17    | 0      | 3            | 0            | 0      | 0      | 20    | 0      |
| Rotor Wołgograd (wyp.)  | 2013/14            | Pierwyj diwizion   | 16    | 3      | 1            | 0            | –      | –      | 17    | 3      |
| Rotor Wołgograd (wyp.)  | Ogólnie            | Ogólnie            | 16    | 3      | 1            | 0            | 0      | 0      | 17    | 3      |
| Wołgar Astrachań (wyp.) | 2014/15            | Pierwyj diwizion   | 32    | 2      | 2            | 0            | –      | –      | 34    | 2      |
| Wołgar Astrachań (wyp.) | Ogólnie            | Ogólnie            | 32    | 2      | 2            | 0            | 0      | 0      | 34    | 2      |
| FK Rostów               | 2015/16            | Priemjer-Liga      | 7     | 0      | 0            | 0            | –      | –      | 7     | 0      |
| FK Rostów               | 2016/17            | Priemjer-Liga      | 20    | 0      | 1            | 0            | 2      | 0      | 23    | 0      |
| FK Rostów               | 2017/18            | Priemjer-Liga      | 16    | 1      | 1            | 0            | –      | –      | 17    | 1      |
| FK Rostów               | Ogólnie            | Ogólnie            | 43    | 1      | 2            | 0            | 2      | 0      | 47    | 1      |
| Rubin Kazań (wyp.)      | 2018/19            | Priemjer-Liga      | 24    | 2      | 4            | 0            | –      | –      | 28    | 2      |
| Rubin Kazań (wyp.)      | Ogólnie            | Ogólnie            | 24    | 2      | 4            | 0            | 0      | 0      | 28    | 2      |
| FK Rostów               | 2019/20            | Priemjer-Liga      | 26    | 4      | 2            | 0            | –      | –      | 28    | 4      |
| FK Rostów               | 2020/21            | Priemjer-Liga      | 18    | 3      | 1            | 0            | 1      | 0      | 20    | 3      |
| FK Rostów               | Ogólnie            | Ogólnie            | 44    | 7      | 3            | 0            | 1      | 0      | 48    | 7      |
| Ogólnie w karierze      | Ogólnie w karierze | Ogólnie w karierze | 176   | 15     | 15           | 0            | 3      | 0      | 194   | 15     |

### Reprezentacyjne
(aktualne na dzień 2 kwietnia 2021)
| Reprezentacja | Rok     | Mecze | Bramki |
| ------------- | ------- | ----- | ------ |
| Rosja U-21    |         |       |        |
| 2012          | 7       | 1     |        |
| Ogólnie       | Ogólnie | 7     | 1      |
| Armenia       |         |       |        |
| 2020          | 3       | 1     |        |
| 2021          | 3       | 1     |        |
| Ogólnie       | Ogólnie | 6     | 2      |

| Mecze i gole w reprezentacji | Mecze i gole w reprezentacji | Mecze i gole w reprezentacji | Mecze i gole w reprezentacji | Mecze i gole w reprezentacji | Mecze i gole w reprezentacji | Mecze i gole w reprezentacji | Mecze i gole w reprezentacji |
| Rosja U-21                   | Rosja U-21                   | Rosja U-21                   | Rosja U-21                   | Rosja U-21                   | Rosja U-21                   | Rosja U-21                   | Rosja U-21                   |
| Lp.                          | Data                         | Miejsce                      | Gospodarz                    | Gość                         | Wynik                        | Gol                          | Rozgrywki                    |
| ---------------------------- | ---------------------------- | ---------------------------- | ---------------------------- | ---------------------------- | ---------------------------- | ---------------------------- | ---------------------------- |
| 1.                           | 19.01.2012                   | Petersburg                   | Rosja U-21                   | Kazachstan U-21              | 1:0                          |                              | Mecz towarzyski              |
| 2.                           | 20.01.2012                   | Petersburg                   | Rosja U-21                   | Estonia U-21                 | 1:0                          |                              | Mecz towarzyski              |
| 3.                           | 22.01.2012                   | Petersburg                   | Rosja U-21                   | Turkmenistan U-20            | 0:0                          |                              | Mecz towarzyski              |
| 4.                           | 25.01.2012                   | Petersburg                   | Rosja U-21                   | Mołdawia U-21                | 2:1                          | Gol                          | Mecz towarzyski              |
| 5.                           | 27.01.2012                   | Petersburg                   | Łotwa U-21                   | Rosja U-21                   | 1:2                          |                              | Mecz towarzyski              |
| 6.                           | 29.01.2012                   | Petersburg                   | Rosja U-21                   | Białoruś U-21                | 2:0                          |                              | Mecz towarzyski              |
| 7.                           | 29.02.2012                   | Marbella                     | Rosja U-21                   | Szwecja U-21                 | 4:1                          |                              | Mecz towarzyski              |
| Armenia                      |                              |                              |                              |                              |                              |                              |                              |
| Lp.                          | Data                         | Miejsce                      | Gospodarz                    | Gość                         | Wynik                        | Gol                          | Rozgrywki                    |
| 1.                           | 05.09.2020                   | Skopje                       | Macedonia Północna           | Armenia                      | 2:1                          |                              | LN 2020/2021                 |
| 2.                           | 08.09.2020                   | Erywań                       | Armenia                      | Estonia                      | 2:0                          |                              | LN 2020/2021                 |
| 3.                           | 11.10.2020                   | Tychy                        | Armenia                      | Gruzja                       | 2:2                          | Gol                          | LN 2020/2021                 |
| 4.                           | 25.03.2021                   | Vaduz                        | Liechtenstein                | Armenia                      | 0:1                          |                              | el. MŚ 2022                  |
| 5.                           | 28.03.2021                   | Erywań                       | Armenia                      | Islandia                     | 2:0                          | Gol                          | el. MŚ 2022                  |
| 6.                           | 31.03.2021                   | Erywań                       | Armenia                      | Rumunia                      | 3:2                          |                              | el. MŚ 2022                  |

## Sukcesy

### FK Rostów
- Wicemistrzostwo Rosji (1×): 2015/2016